# Recopilación de direcciones de correo electrónico
La recolección o raspado de correo electrónico es el proceso de obtener listas de direcciones de correo electrónico utilizando varios métodos. Generalmente, estos se utilizan para correo electrónico masivo o spam.

## Métodos
El método más simple implica que los spammers compren o intercambien listas de direcciones de correo electrónico de otros spammers.
Otro método común es el uso de software especial conocido como "harvesting bots" o "harvesters", que utilizan páginas web de araña, publicaciones en Usenet, archivos de listas de correo, foros de Internet y otras fuentes en línea para obtener direcciones de correo electrónico a partir de datos públicos.

Los spammers también pueden utilizar una forma de ataque de diccionario para recolectar direcciones de correo electrónico, conocido como ataque de recolección de directorio, donde se encuentran direcciones de correo electrónico válidas en un dominio específico adivinando direcciones de correo electrónico utilizando nombres de usuario comunes en direcciones de correo electrónico en ese dominio. Por ejemplo, intentar alan@ example.com, alana @ example.com, alanb @ example.com, etc. y cualquier otro que sea aceptado para su entrega por el servidor de correo electrónico del destinatario, en lugar de ser rechazado, se agrega a la lista de direcciones de correo electrónico teóricamente válidas para ese dominio.

Otro método de recolección de direcciones de correo electrónico es ofrecer un producto o servicio de forma gratuita siempre que el usuario proporcione una dirección de correo electrónico válida y luego utilizar las direcciones recopiladas de los usuarios como objetivos de spam. Los productos y servicios comunes que se ofrecen son chistes del día, citas bíblicas diarias, alertas de noticias o acciones, mercadería gratuita o incluso alertas de delincuentes sexuales registrados en la zona. Otra técnica fue utilizada a finales de 2007 por la empresa iDate, que recolectaba correos electrónicos dirigidos a los suscriptores del sitio web Quechup para enviar spam a los amigos y contactos de la víctima.